# Geaya mediana
Geaya mediana is een hooiwagen uit de familie Sclerosomatidae.